# To Make the Nation Prosper
To Make the Nation Prosper è un cortometraggio muto del 1915 scritto e diretto da Charles M. Seay.

## Produzione
Il film fu prodotto dalla Edison Company.

## Distribuzione
Distribuito dalla General Film Company, il film - un cortometraggio in una bobina - uscì nelle sale cinematografiche degli Stati Uniti il 18 gennaio 1915.